# Zoë Kravitz
Zoë Isabella Kravitz (født 1. december 1988) er en amerikansk sanger og skuespillerinde. I 2022 spillede hun Catwoman i The Batman (2022). Hun har været med i filmene The Brave One (2007) med Jodie Foster, og No Reservations (2007) med Catherine Zeta-Jones. Hun er datter af musikeren Lenny Kravitz og skuespilleren Lisa Bonet.

## Tidlig liv
Kravitz blev født i Venice Beach, Los Angeles, California, som datter af Lenny Kravitz, musiker, og Lisa Bonet, skuespiller. Hendes farmor, skuespillerinden Roxie Roker, var en Black Bahamas amerikansk og en fætter af Al Roker, og hendes morfar, Allen Bonet, er en afrikansk amerikaner. Kravitz farfar, Sy Kravitz, og bedstemor, Arlene Litman, blev begge jødiske.
Kravitz gik på Miami Country Day School i Miami, Florida, og derefter på Rudolf Steiner School i Manhattan, New York. Hun gik på det prestigefulde State University of New York at Purchase, indtil hendes filmkarriere viste sig at blive for hektisk.

## Karriere
Kravitz gjorde sin filmdebut i No Reservations i 2007, instrueret af Scott Hicks, hvor hun spillede overfor Catherine Zeta Jones og Aaron Eckhart. Hun har også arbejdet med Jodie Foster og Terrance Howard på thrillerfilmen The Brave One (2007), instrueret af Neil Jordan. Kravitz afsluttede arbejdet på begge film i løbet af hendes sidste år på high school.
Kravitz har også fået medieopmærksomhed ved at vises i magasiner som franske Jalouse, Venus Zine og Elle. På grund af sin succesrige filmkarriere er hun også kendt i europæiske lande, inkluderet Danmark og Norge.
Hun dukkede op i Jay-Z's video for singlen «I Know», og var også med sangen i "We Are The Ones», Will. i. am.'s onlinevideo til støtte for USAs præsidentkandidat Barack Obama. Kravitz medvirkede i independantdramaet, The Greatest (2009), co-produceret af Pierce Brosnan'sirske Dreamtime prods. og Silverwood Films. Filmens rollebesætning inkluderer også Carey Mulligan, Michael Shannon, Aaron Johnson og Johnny Simmons. Filmen havde premiere på Sundance Film Festival i 2009.
Kravitz er frontsanger i Philadelphia bandet Heis Fight. Bandet spillede på hovedscenen i Philadelphia's Roots Picnic i juni 2009, sammen med The Roots, TV On The Radio, og The Black Keys.
Kravitz ses i Twelve (2010), instrueret af Joel Schumacher. Tilpasset fra kultromanen med samme navn af Nick McDonell, fortæller filmen historien om en gruppe velstående teenagere fra Upper East Side på Manhattan. Chace Crawford, Emma Roberts, Kiefer Sutherland, og 50 Cent vises også i filmen, som havde premiere på Sundance Film Festival i 2010. Kravitz medvirker sammen med Ezra Miller, Jesse McCartney, Campbell Scott og Amy Sedaris i Beware the Gonzo (2010), en teenagekomedie instrueret af Bryan Goluboff.
I 2022 havde hun en hovedrolle som Catwoman i The Batman, hvor hun spillede overfor Robert Pattison som Batman.

## Filmografi
| År   | Film                                                | Rolle                           | Noter                                           |
| ---- | --------------------------------------------------- | ------------------------------- | ----------------------------------------------- |
| 2007 | No Reservations                                     | Charlotte                       | Spillefilmdebut                                 |
| 2007 | The Brave One                                       | Chloe                           |                                                 |
| 2008 | Assassination of a High School President            | Valerie                         |                                                 |
| 2008 | Birds of America                                    | Gillian                         |                                                 |
| 2009 | The Greatest                                        | Ashley                          |                                                 |
| 2010 | Twelve                                              | Gabby                           |                                                 |
| 2010 | Beware the Gonzo                                    | Evie Wallace                    |                                                 |
| 2010 | It's Kind of a Funny Story                          | Nia                             |                                                 |
| 2011 | Yelling to the Sky                                  | Sweetness O'Hara                | Premiere til Berlin International Film Festival |
| 2011 | Californication                                     | Pearl                           | TV-serie, 8 episoder                            |
| 2011 | X-Men: First Class                                  | Angel Salvadore                 |                                                 |
| 2012 | The Boy Who Smells Like Fish                        | Laura                           |                                                 |
| 2015 | Mad Max: Fury Road                                  | Toast the Knowing               |                                                 |
| 2016 | Too Legit                                           | Sully                           | Kort film                                       |
| 2016 | The Divergent Series: Allegiant                     | Christina                       |                                                 |
| 2016 | Vincent N Roxxy                                     | Roxxy                           |                                                 |
| 2016 | Adam Green's Aladdin                                | Old Miner                       |                                                 |
| 2016 | Fantastiske skabninger og hvor de findes            | Leta LeStrange                  | Cameo                                           |
| 2017 | LEGO Batman Filmen                                  | Selina Kyle / Catwoman (stemme) |                                                 |
| 2017 | Gemini                                              | Heather Anderson                |                                                 |
| 2017 | Movie Sound Effects: How Do They Do That?           | Selina Kyle / Catwoman (stemme) | Kortfilm                                        |
| 2017 | Rough Night                                         | Blair                           |                                                 |
| 2018 | Kin                                                 | Milly                           |                                                 |
| 2018 | Fantastiske skabninger 2: Grindelwards forbrydelser | Leta LeStrange                  |                                                 |
| 2018 | Spider-Man: Into the Spider-Verse                   | Mary Jane Watson (stemme)       |                                                 |
| 2020 | Viena and the Fantomes                              | Madge                           |                                                 |
| 2022 | KIMI                                                | Angela Childs                   |                                                 |
| 2022 | The Batman                                          | Selina Kyle / Catwoman          |                                                 |